# Abatorul din Timișoara
Abatorul din Timișoara este o clădire industrială inclusă pe inclusă pe Lista monumentelor istorice din județul Timiș din anul 2015.

## Istoric
Clădirea Abatorului a fost construită între anii 1904-1905 după planurile arhitectului László Székely, pe un teren viran situat între cartierele Fabric și Elisabetin. Complexul a avut inițial 11 corpuri de clădiri, iar din punct de vedere arhitectural, cel mai important este corpul central, aflat la intrarea în abator. În incinta abatorului din Timișoara a funcționat fabrica orășenească de lapte, iar în anii '30 a fost înființată o fabrică de conserve de carne, a cărei activitate a încetat ulterior. 
După anul 1990, activitatea abatorului din Timișoara s-a restrâns succesiv, iar în anul 1992 a fost oficial desființat. După numeroasele demolări care au avut loc, din complexul abatorului au supraviețuit turnul central, halele laterale, poarta și cele două statui reprezentând un taur și un personaj feminin, respectiv un taur și un personaj masculin.

## Imagini

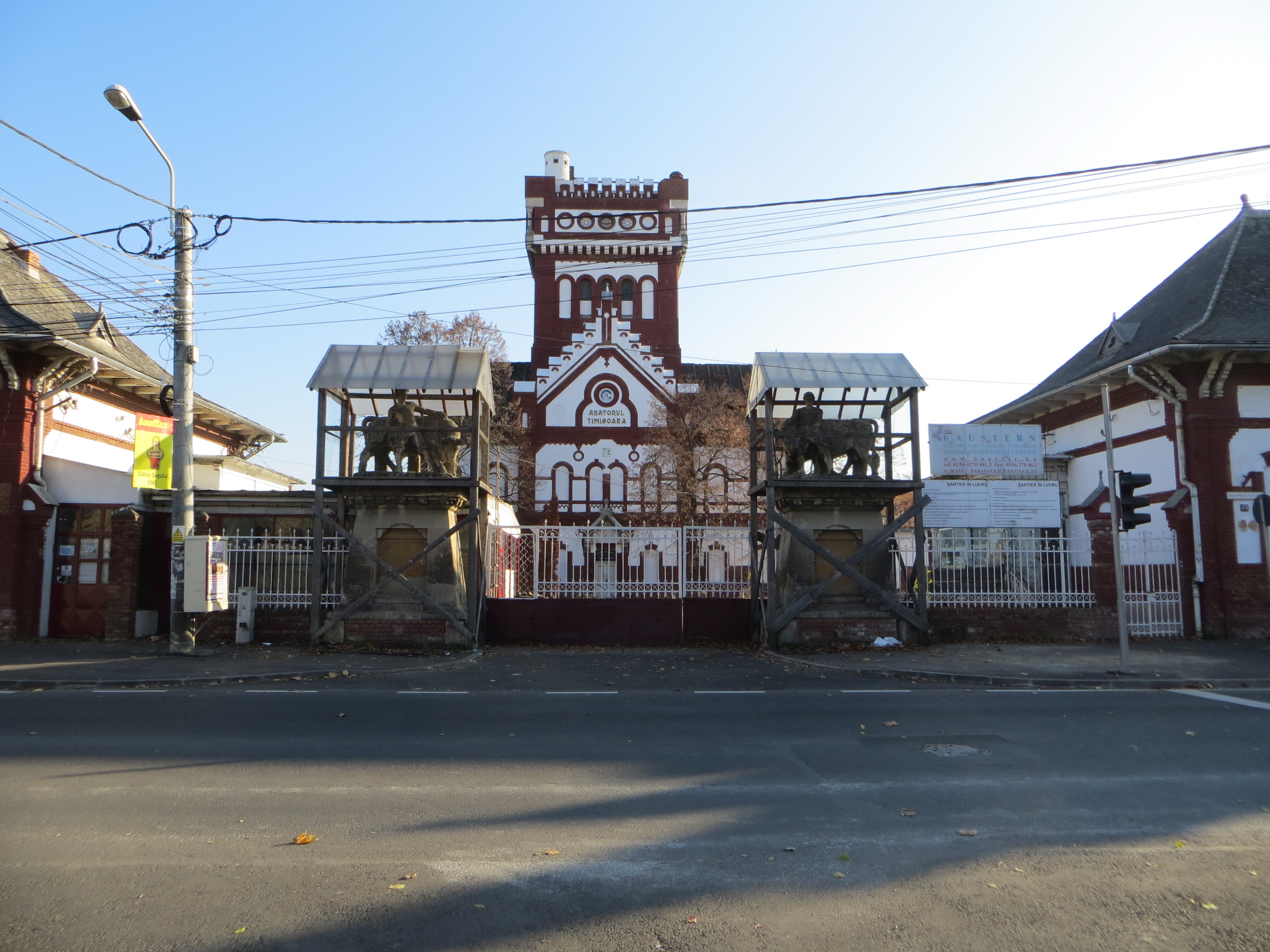
Vedere de ansamblu
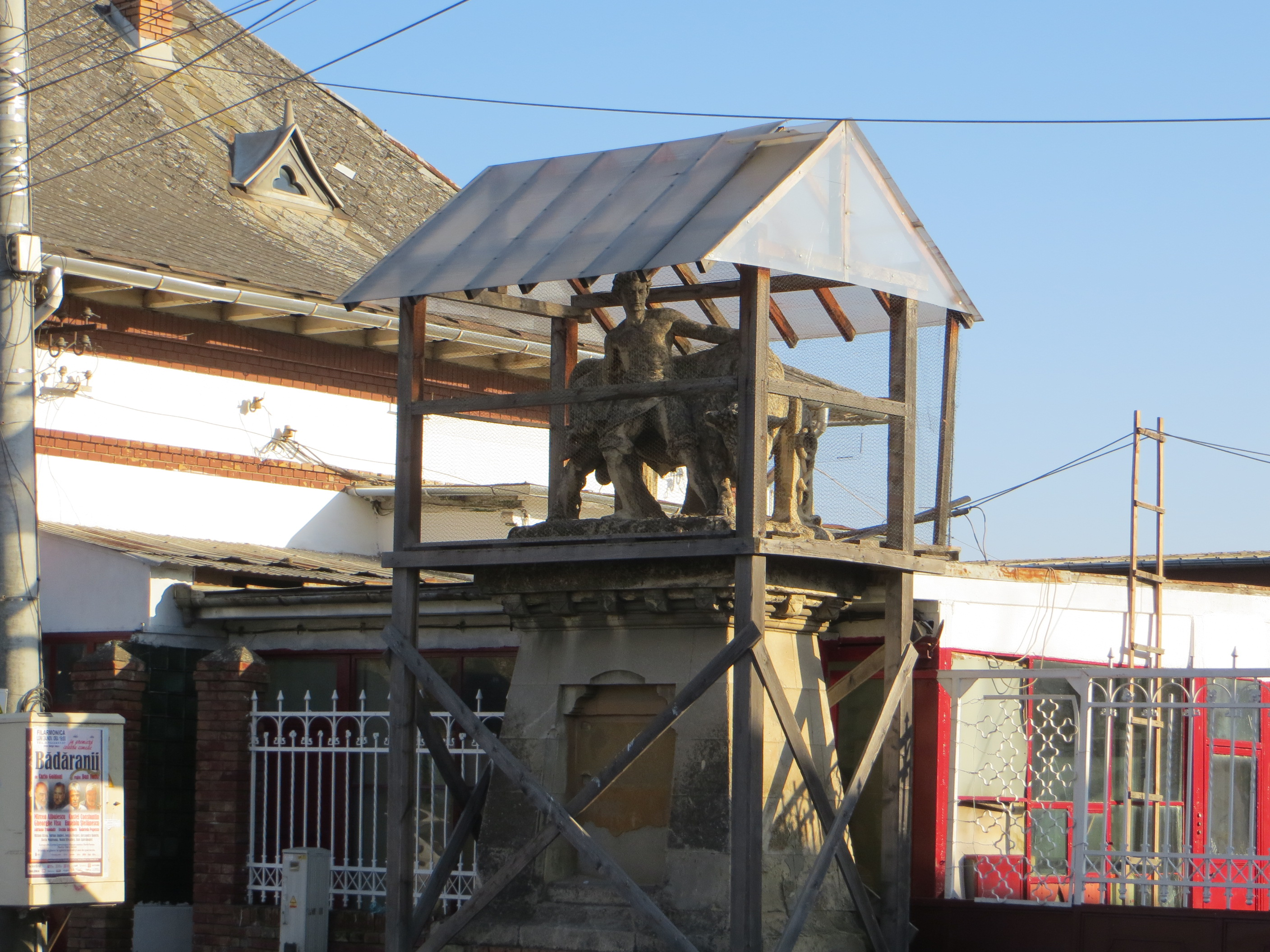
Grup statuar
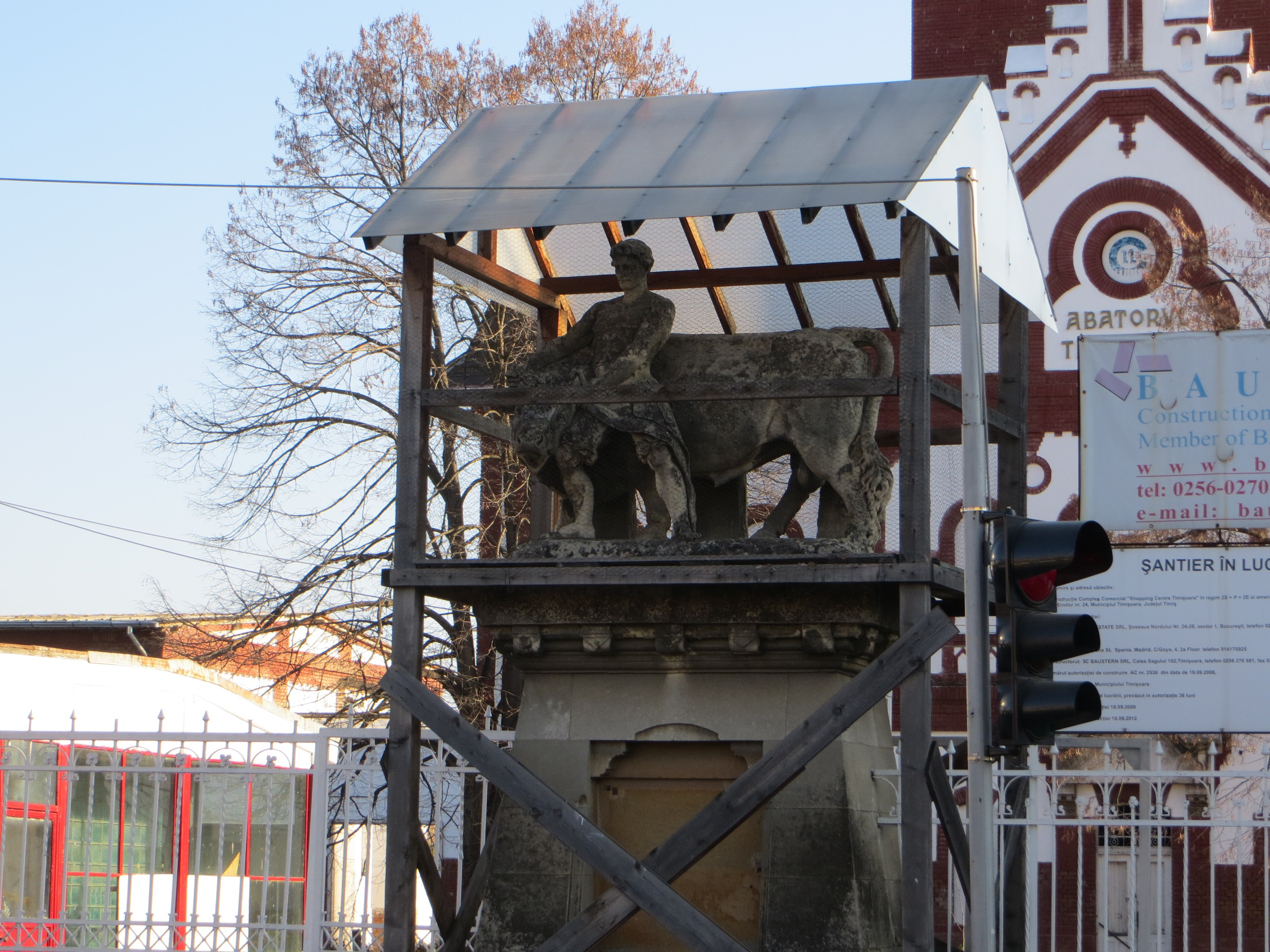
Grup statuar (vedere din fața clădirii abatorului )
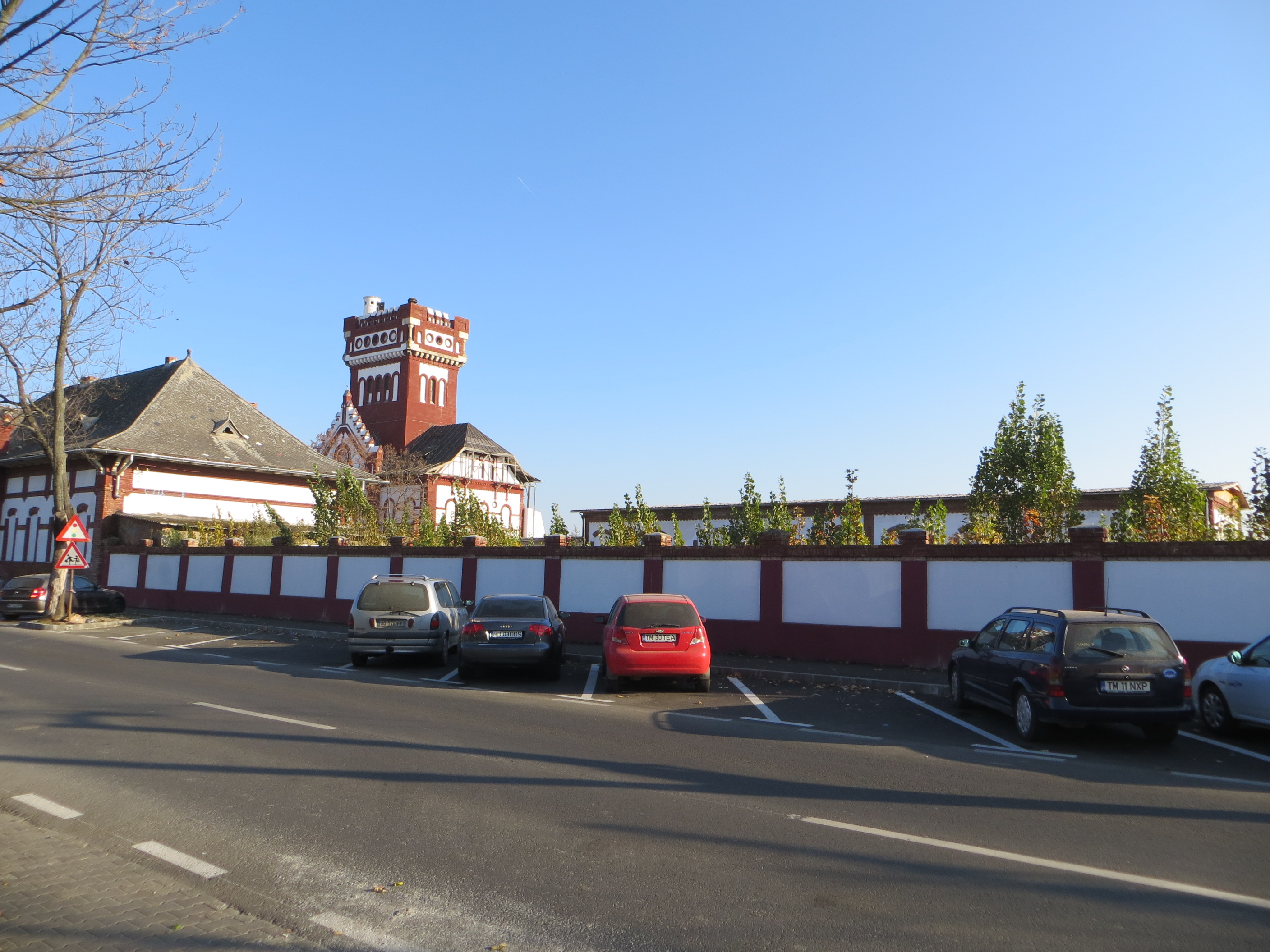
Vedere de la stradă